# Papa Silvestru al II-lea
Silvestru al II-lea(n.  ? – d. 12 mai 1003, Basilica of the Holy Cross in Jerusalem⁠(d), Roma, Statele Papale), pe numele laic Gerbert d'Aurillac, (n. ca. 945, Belliac, Auvergne - d.12 mai 1003, Roma) a fost papă al Romei timp de patru ani, între 2 aprilie 999 și 12 mai 1003.

## Viața
Papa Silvestru II, o personalitate umanistă marcantă a secolului X, a inaugurat conceptul imperial, aplicat nu doar imperiului german, ci unui „corpus politic", și anume, Împăratul și Papa sunt cei care arbitrează lumea. Papa și-a luat numele de Silvestru întrucât Constantin împăratul fusese botezat de un anume Silvestru și prin aceasta s-ar putea explica dorința reconstituirii unității imperiale și pontificale, în stare să redea forța creștinătății. În concepția sa, cele două puteri, papală și imperială, sunt distincte și neantagonice. Papa Silvestru II, prin ideea de unitate creștină, a lăsat libertatea configurării bisericilor creștine naționale negermanice în Polonia și Ungaria.
A fost primul francez care a devenit Papă. Era în relații strânse cu Imperiul Roman, dar și cu Otto III. În februarie, 1001, cetățenii Romei s-au revoltat împotriva dominației străine (puteri străine). Germanii i-au forțat pe amândoi să părăsească orașul. Otto al III-lea a murit în următorul an, nu putea reînființa controlul asupra Romei Silvester al II-lea a primit permisiunea să se întoarcă, sub o supraveghere strictă de Imperiul Roman, numai în activitatea religioasă, spirituală.
În anul 1001 papa Silvestru al II-lea a fost cel care a trimis în Ungaria o coroană pentru regele Ștefan I al Ungariei, alta decât cea cunoscută ulterior drept Coroana Sfântă a Ungariei ( după o teorie aceasta din urmă a fost confecționată într-un atelier din Bizanț).
Când a murit, la Roma în anul 1003, epitaful său poartă numele «Pastorul Universului».

## Gerbert în legendă

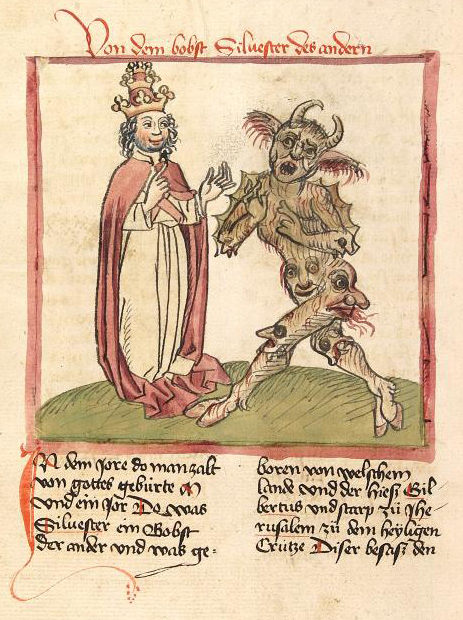
Papa Silvestru al II-lea și Diavolul într-o ilustrație din cca. 1460.

Gerbert a fost acuzat de către dușmanii săi că ar fi studiat artele magiei și astrologiei în orașele islamice Córdoba și Sevilla și chiar la Universitatea al-Karaouine din Maroc. Acest lucru a dat naștere la unele legende care-l prezentau ca pe un vrăjitor de partea diavolului.
Despre Gerbert se presupune că ar fi fost în posesia unei cărți de vrăji furată de la un filosof arab din Spania. Gerbert a fugit, urmărit de victima care putea urmări hoțul cu ajutorul stelelor. Dar Gerbert ar fi fost conștient de acest lucru și s-a ascuns stând atârnat de un pod de lemn, unde, suspendat între cer și pământ, devenea invizibil pentru cel care îl căuta.
De asemenea, se spunea că Gerbert ar fi construit un cap din bronz. Acest cap "robotic" i-ar fi răspuns la unele întrebări cu "da" sau "nu". El avea reputația de a fi realizat un pact cu un demon feminin numit Meridiana, care i-a apărut după ce a fost respins de iubirea sa pământească, și cu ajutorul căreia ar fi reușit să urce pe tronul papal (o altă legendă spune că ar fi câștigat papalitatea jucând zaruri cu diavolul).
Conform legendei, Meridiana (sau capul de bronz), i-a spus lui Gerbert că, dacă el va trebui să citească vreodată o liturghie în Ierusalim, diavolul va veni după el. Gerbert a anulat apoi un pelerinaj la Ierusalim, dar atunci când a citit o liturghie în Bazilica Sfintei Cruci din Ierusalim  (latină: Basilica Sanctae Crucis in Hierusalem, italiană: Basilica di Santa Croce in Gerusalemme)  aflată în Roma, el s-a îmbolnăvit curând după aceea și a murit nu înainte să ceară cardinalilor săi să-i taie corpul și să-l împrăștie de-a lungul orașului. Într-o altă versiune, el a fost atacat chiar de către diavol în timp ce citea liturghia, diavolul l-a mutilat și-a dat ochii demonilor să se joace cu ei în Biserică. Pocăindu-se, Silvestru al II-lea și-a tăiat mâna și limba.
Pe inscripția aflată pe mormântul său ar fi trebuit să scrie „la venirea Domnului, când trâmbița va suna, osemintele lui Silvestru se vor ridica din groapă”. Însă, din greșeală, sculptorul, care nu cunoștea limba latină, a scris că „oasele vor suna” (Iste locus Silvestris membra sepulti venturo Domino conferet ad sonitum). Astfel a apărut o nouă legendă care spunea că înaintea de moartea unui Papă, osemintele lui Silvestru al II-lea se vor auzi lovindu-se între ele în mormântul său.
Gerbert nu este singurul papă acuzat de legături cu Diavolul. De-a lungul timpului au mai fost acuzați și alți papi precum  Ioan al XXI-lea sau Benedict al XII-lea. În 1409, Grigore al XII-lea a fost anchetat de către Conciliu din Pisa.

## Activitate științifică
A adus anumite contribuții în domeniul științei, lucru vizibil în scrierile sale și a promovat dezvoltarea învățământului matematic în Europa.
A predat disciplinele quadriviumului: matematică, logică, filozofie, astronomie.
A promovat lucrările lui Euclid și Boethius.

## Scrieri
Lucrările scrise ale papei Silvestru al II-lea au fost tipărite în volumul 139 al Patrologia Latina:
- Scrieri matematice
  - Libellus de numerorum divisione[10]
  - De geometria[10]
  - Regula de abaco computi[10]
  - Liber abaci[10]
  - Libellus de rationali et ratione uti[10]
- Scrieri bisericești
  - Sermo de informatione episcoporum
  - De corpore et sanguine Domini
  - Selecta e concil. Basol., Remens., Masom., etc.
- Scrisori
  - Epistolae ante summum pontificatum scriptae 
    - 218 scrisori, inclusiv scrisori către împărat, papă și diverși episcopi

  - Epistolae et decreta pontificia
    - 15 scrisori de la diferiți episcopi, inclusiv Arnulf, și de la stareți
    - o scrisoare  dubioasă pentru Otto al III-lea.
    - cinci poeme scurte
- Altele
  - Acta concilii Remensis ad S. Basolum
  - Leonis legati epistola ad Hugonem et Robertum reges